# Kippadi, Sagar
Kippadi là một làng thuộc tehsil Sagar, huyện Shimoga, bang Karnataka, Ấn Độ.